# Pietro I di Bulgaria
Pietro di Bulgaria (in bulgaro Петър?; Preslav, 910 circa – Costantinopoli, 30 gennaio 970) fu Zar di Bulgaria dal 27 maggio 927 fino al 969.

## Gli inizi del regno
Figlio di Simeone I di Bulgaria e della sua seconda moglie, una delle sorelle di Giorgio Sursuvul, Pietro I di Bulgaria nacque agli inizi del X secolo. Nel 913, ancora ragazzino, potrebbe aver visitato il palazzo imperiale di Costantinopoli assieme al fratello maggiore, Michele. Quest'ultimo fu in seguito costretto dal padre, per motivi non ben specificati, a farsi monaco, così, all'abdicazione di Simeone I, il regno passò a Pietro.
Al fine di dimostrarsi un degno successore agli occhi del padre e dei paesi stranieri, Pietro diede inizio al suo regno, nel quale inizialmente lo zio materno sembra aver avuto una forte influenza, con un'offensiva militare condotta nel 927 nei confronti della Tracia Bizantina; tale offensiva costituirà l'ultimo atto della guerra bulgaro-bizantina del 913-927. Subito dopo tale offensiva, comunque, egli fece segretamente seguire ai suoi successi militari una proposta di pace con lo stesso governo bizantino, prima che questi avesse modo di vendicarsi. L'imperatore bizantino, Romano I Lecapeno, accettò velocemente la proposta, cementandola dando in sposa sua nipote Maria allo stesso Pietro. Nell'ottobre del 927, il monarca bulgaro andò fin presso Costantinopoli per incontrarsi con Romano I e firmare il trattato di pace, sposando poi Maria, la quale per l'occasione cambiò nome in Irene (dal sostantivo greco εἰρήνη ([eiˈrɛːnɛː]), che vuol dire "pace", in onore delle nuove relazioni tra i due regni) e la cui dote si ritiene componesse il grande tesoro di Preslav, l'8 novembre, nella chiesa di Zoödochos Pege, oggi chiesa di Santa Maria della Fonte. Il trattato del 927 rappresenta in effetti il frutto dei successi militari di Simeone abilmente proseguiti dal governo del figlio; grazie ad esso i confini dei due regni furono riportati a quelli stabiliti nei trattati dell'897 e del 914, inoltre i bizantini riconobbero il titolo di imperatore (basileus, zar) ai monarchi bulgari e l'autocefalia del patriarcato bulgaro, mentre fu rinnovato il pagamento di un tributo annuale alla Bulgaria da parte dell'impero bizantino.

## Rivolte e incursioni

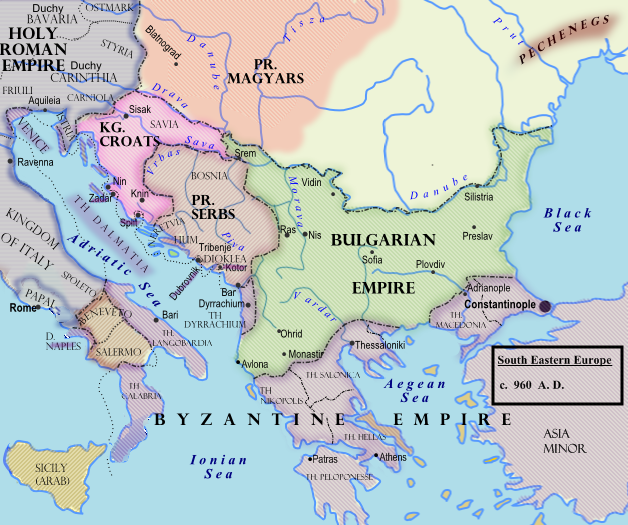
Il territorio dell'impero bulgaro a sud del Danubio durante il regno di Pietro I.

Gli iniziali successi militari di Pietro I furono seguiti da diverse battute d'arresto. Attorno al 930, l'imperatore dovette fronteggiare una rivolta capeggiata da uno dei suoi fratelli minori, Ivan, il quale venne infine sconfitto e mandato in esilio a Bisanzio. Poco dopo, Michele, suo fratello maggiore, scappò dal monastero ponendosi a capo di una nuova, più grande, rivolta, che terminò però con la sua prematura morte. In seguito, il più giovane dei suoi fratelli, Beniamino (chiamato anche Bojan), fu accusato di essere un licantropo e di praticare la stregoneria dal vescovo italiano Liutprando di Cremona, ma ciò sembra comunque non aver in alcun modo minato l'autorità di Pietro.
Forse proprio cogliendo l'occasione di queste minacce al potere di Pietro, nel 933 il principe di Serbia Časlav Klonimirović fuggì da Preslav, l'allora capitale bulgara, e, con il tacito supporto dei bizantini, mise in atto una rivolta serba nei confronti dell'autorità bulgara. L'operazione ebbe successo e la Serbia riuscì a ottenere una nuova indipendenza. Si ritiene che Pietro abbia dovuto fronteggiare anche incursioni da parte dei Magiari, che erano stati sconfitti nell'896 da suo padre e da quest'ultimo confinati in Pannonia. Forse in seguito a un'iniziale sconfitta, Pietro decise di scendere a patti con il nemico, potendo così contare sull'aiuto dei nuovi alleati magiari per combattere i serbi. Sembra che in seguito diversi gruppi magiari iniziarono a stabilirsi nei territori bulgari a nord del Danubio, dove avrebbero iniziato a comportarsi come federati bulgari, per poi guadagnare l'indipendenza a partire dalla dinastia degli Arpadi. Una tale sistemazione aprì la strada alla perdita della regione poi passata ai Magiari, cosa che si realizzò oltre mezzo secolo dopo la morte di Pietro. Si ritiene anche che in diverse occasioni l'imperatore bulgaro abbia acconsentito al passaggio sul proprio territorio di gruppi di magiari diretti a razziare i territori bizantini della Tracia e della Macedonia, forse come tacita vendetta al supporto fornito da Bisanzio alla già citata ribellione serba.

## Autorità interna
Il regno di Pietro I fu lungo e relativamente pacifico, sebbene poco ci sia giunto su di esso da parte degli autori locali o stranieri. Nonostante le minacce che dovette affrontare poco dopo la sua salita al trono, e la situazione critica in cui lasciò il regno alla fine della propria vita, sembra che Pietro abbia regnato su una Bulgaria sempre più prospera e ben organizzata, con un apparato amministrativo lodato dai visitatori stranieri e a testimonianza del quale ci sono pervenuti parecchi sigilli imperiali. Pietro fu particolarmente generoso nei confronti della Chiesa, che egli foraggiò lautamente durante il proprio regno, tanto che la sua generosità fu vista come un possibile fattore di corruzione da diversi membri del clero ortodosso, tra i quali Cosma Presbitero. Alcuni di essi avevano scelto di fuggire dalle tentazioni del mondo secolare ma la loro esistenza ascetica attirò comunque l'attenzione del monarca, come ad esempio quando egli decise di andare a trovare San Giovanni di Rila, un noto anacoreta bulgaro del tempo, il quale però rifiutò l'incontro. Si ritiene che il lusso e le tensioni sociali da esso generate possano aver contribuito al diffondersi dell'eresia bogomila, che Pietro combatté con solerzia, sollecitando anche l'aiuto di alcuni famosi eremiti e dello zio di sua moglie Teofilatto Lecapeno, patriarca di Costantinopoli.

## Conflitto con Bisanzio e i Rus
Le relazioni dell'impero bulgaro con Bisanzion peggiorarono dopo la morte della moglie di Pietro, che avvenne nel 963. Nel 966, dopo aver sconfitto gli Arabi, l'imperatore bizantino Niceforo II Foca si rifiutò di pagare il tributo annuale alla Bulgaria, lamentosi dell'alleanza bulgara con i Magiari, e mise in atto una dimostrazione di forza nei pressi del confine bulgaro. Dissuaso dal portare un attacco diretto alla Bulgaria, Niceforo II mandò un messaggero dal principe Svjatoslav I, nella Rus' di Kiev, pregandolo di organizzare un attacco alla Bulgaria da nord.

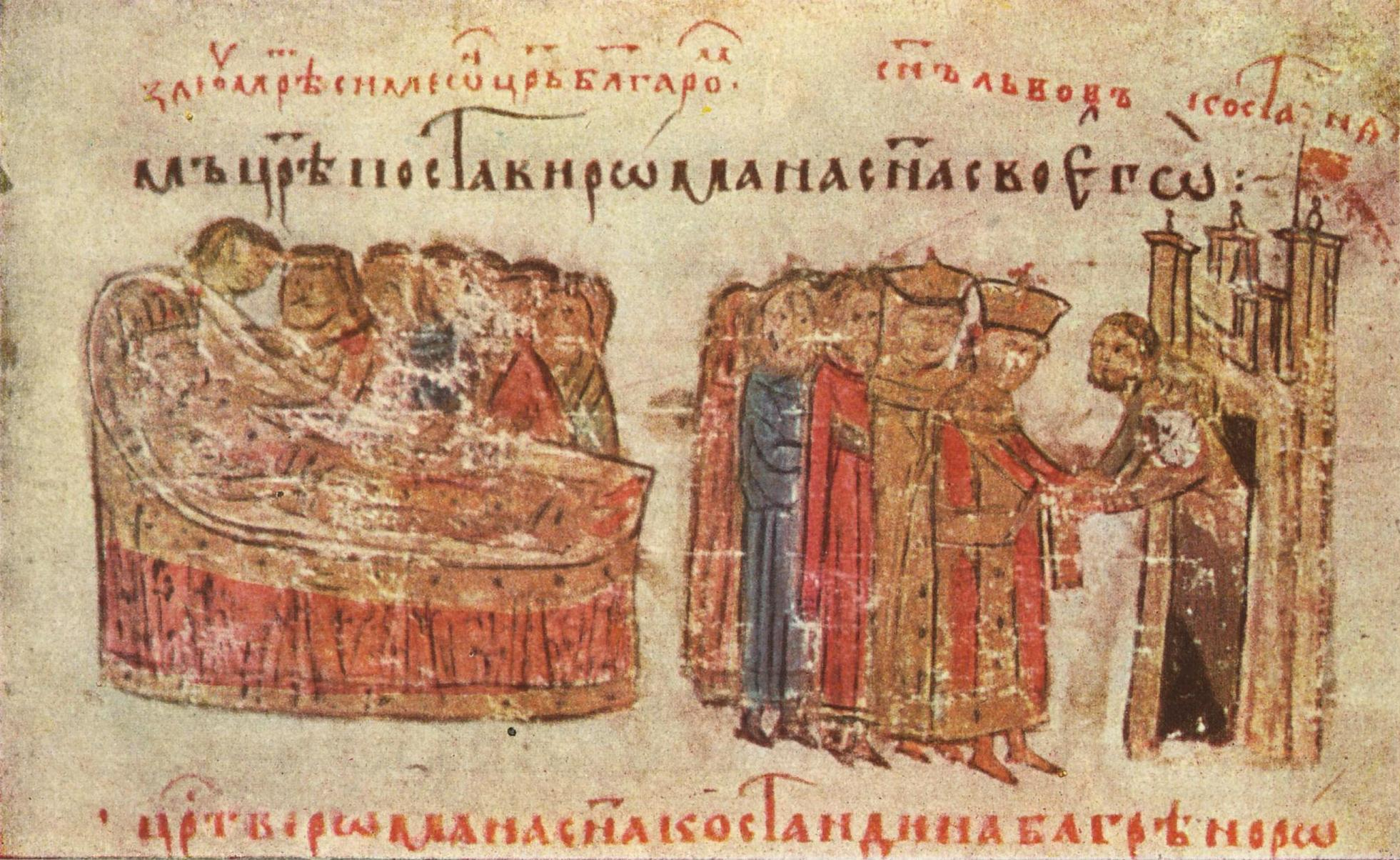
La morte dell'imperatore Pietro I.

Svjatoslav acconsentì alla richiesta e nel 968 lanciò un'offensiva, forte di un esercito di 60 000 uomini, contro i Bulgari del Danubio, sconfiggendoli in una battaglia presso Silistra e assediando circa 80 fortificazioni bulgare. Impressionato dal successo del proprio alleato e temendone le vere intenzioni, Niceforo II si affrettò a stipulare una pace con i Bulgari, combinando il matrimonio tra i suoi due protetti, gli imperatori Basilio II e Costantino VIII, allora ancora bambini, e due principesse bizantine. Due dei figli di Pietro furono quindi inviati a Costantinopoli nel duplice ruolo di negoziatori e ostaggi onorari; nel frattempo Pietro riuscì ad assicurarsi la ritirata delle forze di Svjatoslav, incitando i Peceneghi, storici alleati dei Bulgari, ad attaccare la stessa Kiev, capitale dei Rus.
Nonostante il suo temporaneo successo e la riconciliazione con Bisanzio, la Bulgaria dovette affrontare una nuova invasione da parte delle forze di Svjatoslav nel 969. I Bulgari furono nuovamente sconfitti e Pietro ebbe un infarto, evento che lo convinse ad abdicare e a diventare un monaco. Poco dopo, il 30 gennaio 970, egli morì.

## Valutazione
Se paragonato con il padre, autore di vasti successi militari, Pietro viene tradizionalmente considerato un regnante debole, che perse territori e prestigio, permettendo che i suoi reparti militari perdessero forza mentre il proprio regno era devastato da invasori stranieri e di fatto lasciando che la Bulgaria si trasformasse in uno stato satellite dell'impero Bizantino, governato da agenti bizantini quali la moglie Irene e il suo seguito. Questo punto di vista è stato in seguito contestato da storici più moderni, che mettono invece in risalto la lunga pace interna di cui godette la società bulgara durante il regno di Pietro, rivalutando le relazioni tra la Bulgaria e i suoi vicini semi-nomadi (Magiari e Pechegeni) e mettendo in dubbio il sinistro ruolo che avrebbero avuto la nipote di Romano I e il suo seguito. Sebbene il regno di Pietro abbia visto il diffondersi del Bogomilismo, le origini del quale furono più demografiche (forse ispirate dai Pauliciani fatti stanziare tempo addietro dagli imperatori bizantini in Tracia) che sociali, la Chiesa Ortodossa Bulgara ha canonizzato il monarco, proclamandolo santo. Nel medioevo, Pietro I di Bulgaria fu considerato un buon regnante e quando la Bulgaria fu infine conquistata dall'impero Bizantino, coloro che si misero a capo dei tentativi fatti per recuperare l'indipendenza adottarono il suo nome al fine di enfatizzare una loro certa legittimità (sia Peter Deljan sia Costantino Bodin adottarono il nome reale di Pietro nel loro tentativo di riguadagnare il trono dai bizantini).

## Famiglia
Dal suo matrimonio con Irene Lecapena, Pietro I ebbe diversi figli, tra i quali:
- Plenimir;
- Boris II, che salì sul trono di Bulgaria succedendo al padre nel 969;
- Romano, che salì sul trono di Bulgaria nel 977.